# GAZ-64
De GAZ-64 (Russisch: ГАЗ-64) was een vierwielaangedreven jeep van de Russische automobielfabrikant GAZ. Vanwege de Tweede Wereldoorlog was de ontwikkeltijd bijzonder kort, namelijk van 3 februari tot 25 maart 1941. Er zijn slechts 646 exemplaren van de GAZ-64 gebouwd tussen augustus 1941 en de zomer van 1942. De GAZ-64 werd opgevolgd door de GAZ-67 en GAZ-67B.

## GAZ-64
Het ontwerp van de GAZ-64 startte vroeg in februari 1941. De ontwerpers gingen verder op basis van de bestaande GAZ-61 en een licentie gebouwde Ford-motor die ook in de GAZ-AA werd gebruikt. De GAZ-64 was het eerste Russische lichte terreinvoertuig met 4x4-aandrijving dat overigens goed vergelijkbaar was met de Amerikaanse jeep die het land had ontvangen onder de Leen- en Pachtwet. Bij de GAZ-64 kon de aandrijving op de voorwielen worden bijgeschakeld, maar een hulpversnellingsbak ontbrak. Het voertuig was eigenlijk te smal waardoor het instabiel rijgedrag vertoonde. De wielophanging was minder geschikt voor rijden in het terrein en hierdoor werd al snel een opvolger voor de GAZ-64 gezocht. In augustus 1941 werden de eerste voertuigen geleverd aan het leger. Al na 646 exemplaren werd de productie van de GAZ-64 in de zomer van 1942 gestaakt. Het chassis werd nog wel gebruikt voor de BA-64-pantserwagen.

## GAZ-67 en GAZ-67B

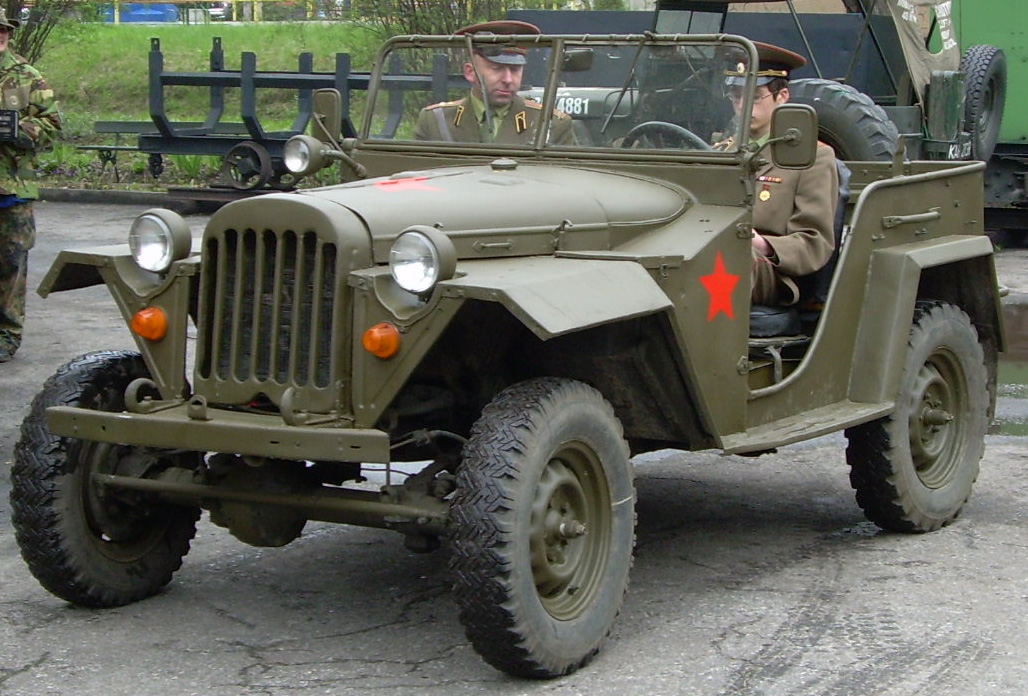
GAZ-67

De teleurstelling van de GAZ-64 leidde tot de ontwikkeling van de GAZ-67 en and GAZ-67B. De belangrijkste verandering was de grotere breedte van 1,69 meter, waarmee de stabiliteit van het voertuig verbeterde en het gebruik van een krachtiger watergekoelde viercilinder-benzinemotor van 54 pk voor de GAZ-67B. Het leeggewicht kwam door deze aanpassingen circa 100 kilogram hoger uit, maar het laadvermogen bleef 0,4 ton. Deze voertuigen bleven tot 1953 in productie en de teller stond op 63.489 gebouwde exemplaren. De basis van de GAZ-67B werd gebruikt voor de B-versie van de BA-64.